# Bolohoveni
Bolohovenii (în limba slavă veche болоховци, bolohovci, în rusă болоховцы, în ucraineană болохівці sau болоховці) au fost un grup etnic de origine slavă care s-a aflat poziționat în teritoriul Rusiei Kievene, la sud-vest de Cnezatul Kievului și învecinat cu Cnezatele Galiției și Volînia, pe cursurile superioare ale râurilor Bugul de Sud, Horyn⁠(d), Sluci⁠(d) și Teteriv, plasat alături de ruteni și alte populații slave preponderente etnic. Una dintre puținele izvoare istorice unde a fost menționat, Ipatievskaia letopis⁠(d), l-a prezentat într-un conflict continuu cu principele galițian Daniil Romanovici⁠(en)[traduceți], împotriva căruia a luptat în anii 1231, 1235, 1241 și 1257, cel din urmă fiind și ultimul an al menționării în istorie.

## Origine

### Originile eronate valahe și turcice

#### Români sau slavo-români
Istoricii A. Petrușevici⁠(d) (Lwów, 1877) și F. Miklosich cu E. Kaluzniacki⁠(d) (Viena, 1879) au susținut originea română a bolohovenilor, fiind urmați apoi și de istoricii români Dimitrie Onciul (în Originile Principatelor Române, 1899, bolohovenii sunt valahi după faptul că etnonimul este identic cu „Voloch”; în Din trecutul Bucovinei, 1915, pentru că organizarea cnezială a acestora era specifică românilor din Regatul Ungariei, fiind emigrați masiv în perioada colonizării secuilor, în secolul al XI-lea până în secolul al XIII-lea, pe fondul consolidării Imperiului Mongol până în Carpați; organizarea cnezială a produs întemeierea Moldovei, cu capitala la Câmpulung și nu Baia), Radu Rosetti (1907), Nicolae Drăganu, Theodor I. Holban (1932, 1968), Alexandru Boldur. Între maghiari, Benedek Jancsó⁠(hu)[traduceți] (1896) a susținut teoria lui F. Miklosich și E. Kaluzniacki, precum și Turan Silvanus (1899).
Despre originea valahă a fost de acord și Alexandru D. Xenopol, alături de faptul că stăpânirea Cnezatului Galiției se afla până la Principatul Bârladului, principat care se afla sub suzeranitatea Cnezatului Galiției, împreună cu cnejii bolohoveni valahi mai de la nord. Despre acest principat, a cărui existență a fost documentată pe baza unei „Diplome bârlădene” publicată de către Bogdan Petriceicu Hasdeu, a fost dovedită de către slavistul Ioan Bogdan a fi un fals al lui Hasdeu sau al tatălui său Alexandru Hâjdeu, după detaliile ortografice, fonetice și istorice.
Nicolae Iorga (1928) considera că în cazul bârlădenilor de la 1100, cu cnezii proprii, și a bolohovenilor din zona Galiției, nu trebuie incluși ca români, iar în cazul ultimilor numele nu are nicio legătură cu românii. În 1937 a revenit cu „putem sau ba să-i admitem ca Români, cum s'a făcut în general pană acuma.”
După Petre P. Panaitescu (1937), greutatea susținerii teoriei lui Onciul stă și în menționarea acestora în cronicile rutene în regiuni îndepărtate de români, dincolo de Nistru, în Cnezatul Kievului și Cnezatul Galiției. Admiterea ideii că bolohovenii au fost români duce automat și la acceptarea aceleia că românii s-ar fi întins până în respectivele zone, ceea ce nu ar fi imposibil întrucât corespunde și cu perioada de maximă expansiune, când au fost întâlniți în Polonia și Slovacia, amestecați cu slavi.
Constantin C. Giurescu (1967) a reliefat că există trei teorii despre originea acestora – slavă (pe seama unor nume de localități și înconjurarea lor de la vest, nord și est de populații slave), cumană, și românească (pe seama etnonimului, continuității spre sud cu o masă românească din nordul Moldovei și Maramureș, organizării cneziale și legăturilor cu Regatul Ungariei), unde la niciuna nu se aduseseră argumente peremptorii, potrivit istoricului. În schimb acesta a propus posibilitatea unui amestec dintre slavi și români, argumentată și de existența elementului etnic român în Cnezatul Galiției și Podolia, dovedită de onomastică în secolul al XIII-lea și toponimie (incluzând sate întemeiate după dreptul valah) din secolul al XIV-lea. După acesta, din timpul respectivei expansiuni valahe provine și influența românească asupra huțulilor în materie de onomastică, toponimie și obiceiuri.
Victor Spinei (1982) a considerat că localitatea Bolechow, pomenită foarte mult în 1150, ce a fost specificată într-un document polonez emis în 1472 de cancelaria de la Lwow ca vila... Valachorum dicta „extrem de semnificativ pentru originea românească a numelui așezării, dar și a bolohovenilor”. Tot istoricul a considerat că numele lor derivă de la etnonimul est-slav de voloh, care îi desemna pe români, și că sistemul de apărare și inventarul găsit în săpături arheologice, deși asemănătoare cu cele de tipul vest-ruse, „nu constituie argumente peremtorii în favoarea originii slave a bolohovenilor, împrumutarea anumitor trăsături de civilizație de către o comunitate etnică minoritară de la altă populație înscriindu-se între fenomenele absolut normale. Nu este însă exclus ca o parte a clasei dominante a bolohovenilor să fi fost supusă procesului de slavizare încă în perioada premergătoare invaziei mongole. În schimb — judecînd după datele de toponimie și antroponimie medievală evocate mai sus — se pare că acest proces a afectat într-o măsură mai redusă enclavele de populație românească stabilite de-a lungul versanților Carpaților Nordici.”
Asocierea cu românii a continuat prin asemănarea etnonimelor. Originea românească a fost reluată de Ioan-Aurel Pop, Gheorghe Postică, Alexandru I. Gonța și de Ion Țurcanu.

#### Turcici sau slavo-turcici
Denis Zubritschi⁠(d) (1855), Izidor Szaranievici⁠(d) (1863), Nikolai Barsov⁠(d) și Molcanovschi (1885) au susținut că cnezii bolohoveni proveneau dintr-un trib turcic sedentarizat. Alți autori ca Nikolai Dașkevici⁠(d) (1878) și Hrușcevischi (1905) au menționat că bolohovenii erau ruși care cel mult s-au amestecat cu elemente turcice, dar fără a influența semnificativ etnia, idee fundamentată pe numele așezărilor acestora din regiunea Bolohov (Derevic, Gubin, posibil Kobud, Kudin, Bozeskyj, Djadko) și ocupația de agricultori (cu referire la informația că aceștia au cultivat grâu și mei pentru mongoli).

#### Instrumentalizarea bolohovenilor români în justificarea preluării Transnistriei

##### Prezentare

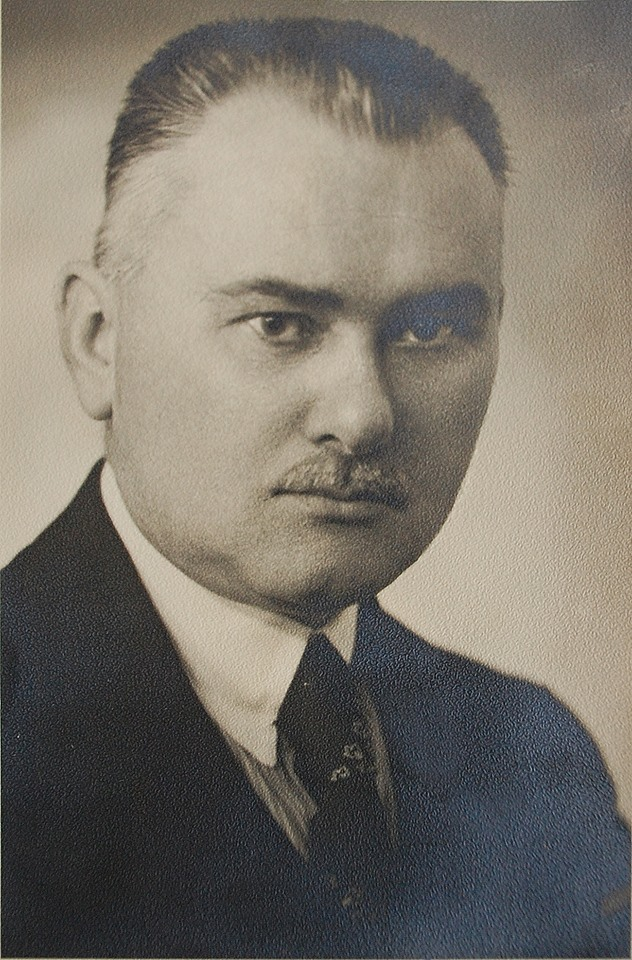
Alexandru Boldur a avut un rol important în atragerea bolohovenilor ca strămoși ai românilor din Moldova istorică

În lucrarea Românii și strămoșii lor în istoria Transnistriei, Institutul de istorie națională „A. D. Xenopol”⁠(d), Iași, 1943, publicată anterior în 1941 în limba rusă, în documentarea așezărilor românești de peste râul Nistru, Alexandru Boldur a conchis că în teritoriul dintre Nistru și Bug geto-dacii au dominat un secol și jumătate și au reapărut după perioada migrațiilor sub numele de „bolohoveni”, având o țară proprie și orientare politică complet independentă de principatele ruse; că în timpul stăpânirii succesive a lituanienilor, tătarilor, polonezilor și turcilor, răscoalele contra conducerilor impuse au fost aproape toate conduse de români; precum și faptul că de-a lungul vremurilor, populația autohtonă românească a fost întărită de mai multe valuri de colonizare, cu locuitori din Moldova și Țara Românească. Acesta s-a folosit și de bibliografie în limba rusă, o împărțire sistematică și a completat-o cu mai multe hărți.
În chestiunea populațiilor războinice a brodnicilor, berladnicilor (sau bârldanici) și bolohovenilor (sau volohovenilor), în perioada interbelică s-a ieșit în evidență că istoriografiile străine încercau să le desprindă de chestiunea românească, iar cea românească să le apropie de români. Boldur, în Istoria Basarabiei, a susținut că unul din aporturile care au dat naștere actualelor așezări politice românești ar fi provenit din imigrarea boholovenilor. S-a prezentat și că problema care nu a convenit istoricilor slavi, cu care românii moldoveni, basarabeni și bucovineni duceau un conflict asemănător românilor transilvăneni împotriva grecilor și maghiarilor în privința Teoriei lui Roesler.
Românii transnistreni, urmași ai bolohovenilor și berladnicilor, ar fi beneficiat de recunoaștere prin Republica Autonomă Sovietică Socialistă Moldovenească. În această chestiune, școala de istorici de la Cernăuți condusă de Ion Nistor, s-a impus cu ideea că românii din zonă sunt descendenții coloniștilor romani de pe malurile Mării Negre care au continuat să rămână în Dacia și care au trecut prin administrațiile latine bizantine și genoveze, de unde au moștenit un vocabular necunoscut limbii române din zona Carpatică. În cazul brodnicilor, unde „brod” are semnificația de vad, indică că populația se afla la puncte de trecere a apei din sudul Moldovei, la Bârlad. Gheorghe Popa-Lisseanu a reluat chestiunea în colecția Izvoarele Istoriei Românilor, asimilând sau derivând „brod” sau „borod” de la cuvântul „Prut”, indicând că aceștia erau pruteni sau locuitorii Țării Prutului, după criteriul că toate țările românești dețin denumiri după râuri. Boldur a încercat indexarea satelor de peste Nistru a căror nume conținea „brod” sau „brodnic”, dar nefiind suficient întrucât vaduri existau în toată lumea slavă. În schimb, în Moldova exista o zonă numită Codrul Bordea cuprinsă între Iași și Vaslui, dar în trecut ce acoperea masivul între Iași și Bârlad. Vlahii din Evul Mediu supraviețuiau în păduri, exemple fiind date în Sylva Blacorum și Codrul Vlăsiei, unde la Codrul Bordea „Bord” prin metateză ar fi „brod”, iar după modelul Bahluiul – Blahul (din germanul „black”), Vasluiul – Vlasul (din bulgărescul „vlas”), și Fălciul — Flaciul (latinesc), „Bârlad” poate fi derivat prin metateză în „Bord-deal”, cu etimologie germanică, explicată de existența goților, Cavalerilor Teutoni și ulterior husiților. După existența de câteva secole a unui țarat bulgar și a unei organizări maghiare, și Țara Brodnicilor a supraviețuit prin Codrul Bordea și cu Bârladul drept râu și oraș.
Emil Diaconescu (1942) a asociat și menționările despre valahi din Cronica lui Nestor cu bolohovenii, și că aceștia, ca români, locuiau în mai multe localități cu nume românești și au fost organizați într-un fel de republică federativă cunoscută ca Țara Bolohovenilor, în mod asemănător cu alte țări din spațiul românesc. Aceasta era condusă de cnezii proprii, unde s-au luptat chiar cu slavii încă din secolul al XII-lea, prin a-i goni din părțile nordice ale Nistrului. Originea românească ar fi susținută inclusiv de istorici ruși, iar românii se remarcă ca cea mai veche populație a Transnistriei.

#### Instrumentalizarea bolohovenilor slavi în remodelarea identității moldovenești
Pe fondul apariției unei conștiințe etnice proprii în timpul unui secol și jumătate sub autoritatea Imperiului Rus, moldovenii au devenit o populație specială de frontieră, greu de încadrat în orice stat național centralizat sau un singur subiect federal autonom, atât în cazul celor din Basarabia cât și a celor de după Nistru. În cazul ultimilor, aceștia au fost incluși în 1924 în Republica Autonomă Sovietică Socialistă Moldovenească (RASSM), ca parte a Republicii Sovietice Socialiste Ucrainene. În 1940, când Basarabia a început să facă parte din URSS, RASSM a fost contopită cu regiunea Basarabiei, unde elementul etnic român moldovean predomina. Astfel, moldovenii au putut beneficia de o republică independentă, și nu doar o regiune autonomă, ca loc al existenței unei conștiințe naționale specifice. Deși diferențierea între români și moldoveni a fost încadrată de observatori ca politică sovietică de tip divide et impera, pentru Kolarz acest lucru este pe jumătate adevărat, restul fiind o generalizare a unei altfel de politici asupra naționalităților, desprinse de cea contemporană.

### Studii moderne (arheologie și istoriografie)
| |  | |
| Slavistul István Kniezsa⁠(d) a analizat din punct de vedere lingvistic etnonimul, reliefând imposibilitatea echivalenței cu „valah”, precum și lipsa competenței celor care au susținut analogia chiar în lipsa unor argumente istorice |  | Istoricul Victor Spinei a făcut distincția între enclavele de vorbitori de limbă română din Cnezatul Galiției-Volînia și bolohoveni, ale căror așezări au fost excavate arheologic în ultimile decenii, unde descoperirile au întărit argumentele originii slave |

Pentru existența de nume de localități similare cu cele ale bolohovenilor, în afara spațiului cunoscut unde se aflau (Bolohovici din zona Luțk sau Bolohov, Bolehov etc. în Galiția) explicația constă în faptul că Daniil Romanovici⁠(en)[traduceți], după ce i-a înfrânt pe bolohoveni, i-a colonizat în teritoriile proprii care suferiseră de pe urma marii invazii mongole. Alte localități cu nume asemănătoare din raionul Rivne, zona Volânia, provinciile Kiev și Podolia, au apărut ca urmare a unor colonizări repetate în sudul Rusiei.
Potrivit lui István Kniezsa⁠(d) (1935), stabilirea etniei populației este dificilă în lipsa unor noi surse. Pe de altă parte, sursele găsite și cunoscute sunt vagi în informații, dar se poate observa faptul că originea românească a cnezilor nu se poate deduce din acestea. După autor, susținătorii teoriei românești nu fac referire la surse istorice, ci se bazează exclusiv pe etnonim, prin susținerea ideii că „bolohov” este legat de „voloh” (termen rusesc pentru desemnarea românilor), în condițiile în care promotorii sunt analfabeți din punct de vedere al științei lingvisticii. E. Kaluzniacki⁠(d) a mers chiar mai departe, înclinând să explice și „Bolechów” și „Bolechowice” a proveni din „voloh”: „mai multe [...] localități cu acest nume, care se vor dovedi poate și așezări valahe în timp”. Explicația lui Kniezsa constă în faptul că se ignoră chestiuni de ordin fonetic: imposibilitatea din punct de vedere fonetic de a se fi schimbat sunetul v în b, în limba rusă și în limbile slave în general, pentru a se forma presupusa echivalență „bolohov” – „volohov”. În cazul în care apare cazul unui b în locul unui v străin (ca în situația românescului „oacheș” → ruteanul și slovacul „bakeša” și altele), atunci este vorba de o substituție sonoră slavă a unei consoane spirante bilabiale străine, dar nu și o schimbare de tipul v → b. Iar în cazul etnonimului, „voloh” nu este un cuvânt românesc de împrumut în limba rusă, deci nici substituția sonoră nu putea avea loc și nici un împrumut înapoi în limba română.
Autorul N. A. Mohov (1978) a menționat că unii istorici români aseamănă etnonimele „bolohoveni” și „volohi” și îi consideră a fi strămoșii moldovenilor, însă numele în sine are legătură cu vechile cuvinte rusești „volhov” și „bolohov” (de unde provine râul Volhov), ce înseamnă mlaștină, și se găsește și în alte regiuni rusești, iar săpăturile arheologice de pe teritoriul ocupat de aceștia au furnizat material doar despre o populație rusă kieveană. Grupurile de așezări de tip „Volohov” din vestul Ucrainei care au existat în secolele ulterioare și ce au fost numite „ținuturile Bolohov” sunt puțin probabil să fie legate de „țara Bolohovenilor” din secolele al XII-lea–al XIII-lea, iar formațiunile care au existat în ajunul apariției principatului moldovenesc, în întregime sau parțial pe teritoriul său sau lângă acesta, nu au putut decât să aibă o anumită influență asupra formării acestuia, fiind într-o etapă în care relațiile comunitare primitive au dispărut și au început să se formeze cele feudale. Acesta a lăsat deschisă problema etniei populației bolohovenilor, deoarece considera argumentele convingătoare a fi puține pentru o concluzie.
Potrivit lui Victor Spinei (2009), asocierea populației, situată în Rusia Kieveană, la nord-est de viitoarea Moldovă, cu o origine românească a fost făcută pe baza asemănării cu etnonimele de „volohi” sau „valahi” și a existenței în Evul Mediu a unor enclave de vorbitori de limbă română în Cnezatul Galiției-Volînia. În urma investigațiilor arheologice întreprinse în ultimele decenii s-au depistat cu precizie așezările pe teren ale conducătorilor populației, menționate în cronici, (precum Bolohov, Derevici, Gubin, Kudin și Gorodeț, în vecinătatea Bugului de Sud, de dimensiuni relativ reduse, tip întărit, cu sistem de apărare cu șanțuri adânci și valuri proeminente) și s-a reușit definirea caracteristicilor culturii materiale. În baza acestora, caracteristicile de natură galițiană îi încadrează arealului Rusiei Kievene atât material, cât și etnic. Originea este dovedită și de relațiile dintre conducătorii bolohovenilor cu familii nobiliare galițiene ruse.
În ceea ce privește elementul românofon din afara spațiului carpato-nistrean, pe lângă Galiția, grupuri de români cu ocupații pastorale evidente în multe cazuri, s-au infiltrat la nord și spre Podolia, Polonia și Slovacia în enclave de dimensiuni considerabile. În ciuda ponderii însemnate demografice românești de pe versanții estici ai Carpaților Păduroși, încercarea de a se atribui populației, emigrată spre sud, un rol stimulator pentru geneza Moldovei, este pentru același istoric o idee forțată și total neconvingătoare. Ca urmare a pătrunderilor succesive din Moldova și Maramureș, teritoriile controlate de bolohoveni și apropierea lor (bazinul superior al Nistrului și al Bugului Meridional, de-a lungul versanților Carpaților Nordici) au ajuns populate semnificativ și de români, atestați pe baza toponimiei, hidronimiei și onomasticii medievale.
O populație din zonă la fel de controversată în origini a fost cea a brodnicilor, de origine cel mai probabil turcică, la fel ca în cazul berladnicilor.
Potrivit Encyclopedia of Ukraine⁠(d), numele derivă de la orașul rus kievean Bolohovo, menționat pentru prima dată în anul 1150.

## Menționări
În cazul bolohovenilor s-au păstrat și mai puține date față de cel al brodnicilor. Cnezii bolohoveni au fost menționați de mai multe ori în Ipatievskaia letopis⁠(d) (denumit și în română Letopisețul de la mănăstirea lui Ipatie sau Letopisețul de la mănăstirea Ipatievsk), în secolul al XIII-lea, într-un conflict continuu cu principele galițian Daniil Romanovici⁠(en)[traduceți], împotriva căruia au luptat în anii 1231, 1235, 1241 și 1257. Între 1232 și 1236, cnezii au fost aliați ai nobilimii Galiției, în timpul luptelor împotriva anexării la Cnezatul Galiției-Volînia. Pe fondul confruntării cu forțe militare inegale, bolohovenii s-au aliat cu dușmani ai principelui, maghiarii și mongolii, ale căror așezări fortificate au permis populației să se opună galițienilor timp de mai multe decenii. Cu toate acestea, nu au mai putut face față campaniei lui Romanovici din 1257, iar astfel, șansele de emancipare politică au căzut:
- în 1231 când au luptat alături de regele Ungariei[15][17] Andrei al II-lea[1] împotriva cneazului de Galiția-Volînia,[1] Daniil Romanovici⁠(en)[traduceți];[1][15][17]
- în 1235 când au luat parte la asediul Kamenețului (probabil Camenița Podoliei[1]) tot împotriva lui Romanovici;[1][15][17]
- în 1241 când au fost nevoiți să pregătească recoltele (grâu și mei[39][41]) pentru a fi rechiziționate de mongolii intrați în Cnezatul Galiției-Volînia;[15][17] bolohovenii fiind predați lui Batu Han au devenit tatarski liudy.[38] Ca urmare a supunerii față de mongoli, bolohovenii au avut mai puțin de suferit, la fel ca în cazul Podoliei, însă cruțarea primilor a fost în legătură cu semănarea recoltelor pentru cuceritori.[39]
- tot în 1241 când așezările fortificate ale bolohovenilor au fost atacate de Romanovici,[15][17] ca urmare a vasalității acestora în fața mongolilor;[38]
- în 1257, ca înfrânți de armata lui Romanovici, fiind și ultima menționare a acestora.[15][17]

În același letopiseț a fost menționată localitatea Bolohovo de la 1150, mai mulți istorici încercând să dovedească o legătură între aceasta și populație. O altă variantă de scriere, Borohov, atestată în 1172, este posibil să se refere la aceeași așezare. Cert este că mai multe localități din Cnezatul Galiției au purtat nume asemănătoare în Evul Mediu, unde una dintre ele cea mai pomenită în 1150, Bolechow, a fost specificată într-un document polonez emis în 1472 de cancelaria de la Lwow ca vila... Valachorum dicta. O altă localitate, Bolohovca, se afla lângă Hotin în 1557.
În 1146, bunicul lui Mihail Vsevolodovici⁠(d), Sviatoslav Vsevolodovici⁠(d), a primit cinci orașe din teritoriile bolohovenilor.
În contextul venirii informației că mongolii au invadat Bulgaria de pe Volga, conducerile ruse, împreună cu Mihail Vsevolodovici⁠(d), erau preocupate de rivalitățile proprii în loc de o acțiune militară unitară. Începând cu 1228, Mihail a fost aliat cu Andrei al II-lea, din acțiunile sale reieșind că dorea să-i lase pe maghiari să conducă Galiția. A existat o promisiune de a-l ține pe Daniil departe de tronul Galiției și de a nu-l ocupa Mihail însuși, însă Mihail a preferat să îl atace în 1231 pe Vladimir Rurikovici⁠(d) pentru a accede la tronul Kievului. O pace între cei doi a avut loc prin intermedierea lui Daniil. Ulterior, în 1233, Daniil i-a chemat pe hanul Köten⁠(d) și Iziaslav Vladimirovici⁠(d) pentru a merge la Kiev, unde Vladimir Rurikovici împreună cu Iziaslav să depună un jurământ de loialitate. Însă înainte de a-i întâlni pe maghiari, Iziaslav a jefuit și părăsit orașul Tikoml al lui Daniil, motiv pentru care a reînceput conflictul dintre Vladimirovici și cei doi membrii ai familiei Monomah. Tot în 1233 (conform unei surse), galițienii și toți cnezii bolohoveni au invadat teritoriul lui Daniil, au asediat Kamenețul și s-au retras. După acest atac, trupele trimise de Vladimir i-au urmărit și capturat pe cnezii bolohoveni și i-au predat lui Daniil. Mihail și Iziaslav l-au amenințat că îl vor ataca pe Daniil dacă refuză să le elibereze frații. După moartea neașteptată a regelui maghiar Andrei din iarna anului 1233 (după o sursă), maghiarii au trebuit să părăsească Galiția, ce a fost preluată de Daniil.

În 1235, Vladimir Rurikovici a trimis o unitate de uzi în ajutorul confratelui său, Daniil Romanovici, aflat în relații foarte proaste cu cumanii, ce era amenințat de o răscoală a galițienilor aliați cu cnezii bolohoveni. Aceasta este și ultima atestare a uzilor în nordul Mării Negre, în serviciul principilor din Rusia.

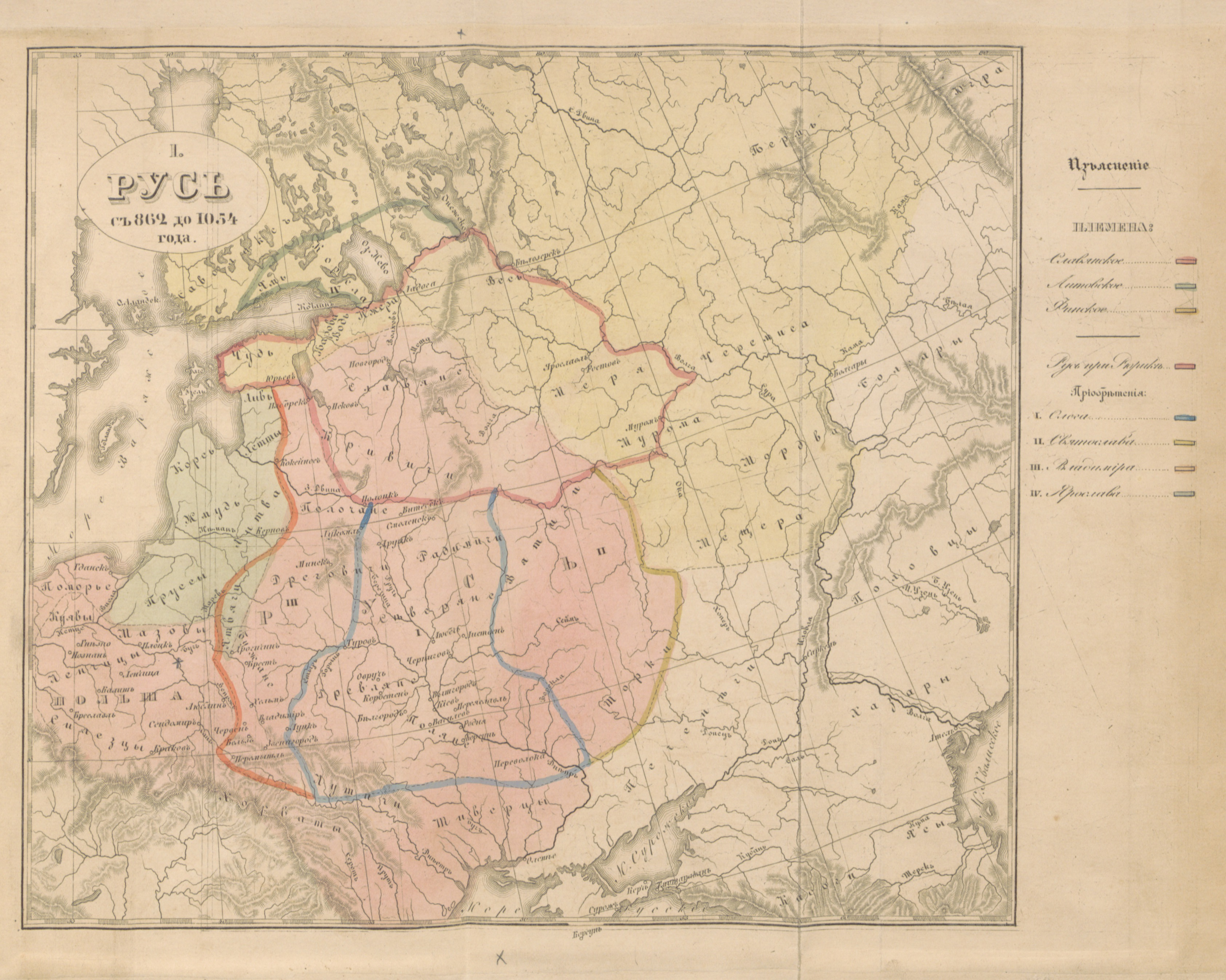
Hartă a teritoriilor anterioare și contemporane Rusiei Kievene, între 862 și 1054.

Anumiți autori încadrează teritoriile bolohovenilor în timpul bătăliei de la râul Kalka ca fiind sub stăpânirea Rusiei Kievene. Populația se afla probabil la hotarele de nord ale (viitorului) Principat al Moldovei, unde se afla așa-numita „câmpie Bolehov” menționată într-un document din 1433 (din extremitatea nordică a Bucovinei, între Nistru și pârâul Colacin), și limitați fiind la nord de cursul râului Sluci⁠(d) și de bazinul superior al Bugului de Sud, poziționându-se la sud-vest de Cnezatul Kievului și învecinați cu Cnezatele Galiției și Volînia. Bolohovenii trăiau alături de ruteni și de alte populații slave, din punct de vedere numeric preponderente. După Encyclopedia of Ukraine⁠(d), bolohovenii se aflau în cursurile superioare ale râurilor Bugul de Sud, Horyn⁠(d), Sluc și Teteriv și că se învecinau la acel moment cu Cnezatul Galiției-Volînia și Cnezatul Kievului. O altă sursă indică terenul acestora pe malul stâng al Nistrului superior, la nord de Kameneț-Podolsk, spre Kiev.
Potrivit lui Victor Spinei (1982), din puținele informații păstrate se poate deduce că nucleul teritorial al bolohovenilor era desprins temporar de sub autoritatea Rusiei Kievene, unde cu organizarea cnezială și lupta permanentă de menținere a autonomiei față de Cnezatul Galiției, au fost determinați să se alieze cu alte populații.

## Moștenire lingvistică
- Bolohovo⁠(d) (Regiunea Tula), cunoscut de la sfârșitul secolului al XVI-lea ca sat aparținând cnezilor de Bolhovski⁠(d), din secolul al XIX-lea satul a fost cunoscut ca Bolohovka.[45]
- Numele de familie românesc Bolohov, explicat de Iorgu Iordan a se referi la bolohoveni.[46]